# Novokastórnoye
Novokastórnoye (ruso: Новокасто́рное) es un asentamiento de tipo urbano de Rusia, perteneciente al raión de Kastórnoye de la óblast de Kursk.
En 2021, el asentamiento tenía una población de 1594 habitantes. En su territorio no hay pedanías.
Se ubica unos 3 km al sur de Kastórnoye, en la salida de la capital distrital de la carretera que lleva a Býkovo.

## Historia
Fue fundado en 1936 como poblado ferroviario, al abrirse aquí una estación en la línea de Yelets a Stari Oskol. La función de esta estación era reducir la carga de trabajo de las estaciones de Kastórnoye, ubicadas en un cruce ferroviario. Adoptó estatus de asentamiento de tipo urbano en 1989.